# 李光夫
李光夫（1916年3月-2017年9月28日），四川达县人，中国共产党人，中华人民共和国官员。
1932年9月开始革命工作，同年12月加入中国共产党，1935年1月入伍，正军职离休干部、贵州省军区原顾问，历任武警云南省总队第二政委、贵州省军区政治部副主任等职。
于2017年9月28日在成都病逝。